# Hoffmannia fortunensis
Hoffmannia fortunensis är en måreväxtart som beskrevs av John Duncan Dwyer och William Carl Burger. Hoffmannia fortunensis ingår i släktet Hoffmannia och familjen måreväxter.
Artens utbredningsområde är Panamá. Inga underarter finns listade i Catalogue of Life.